# Eugène Canneel

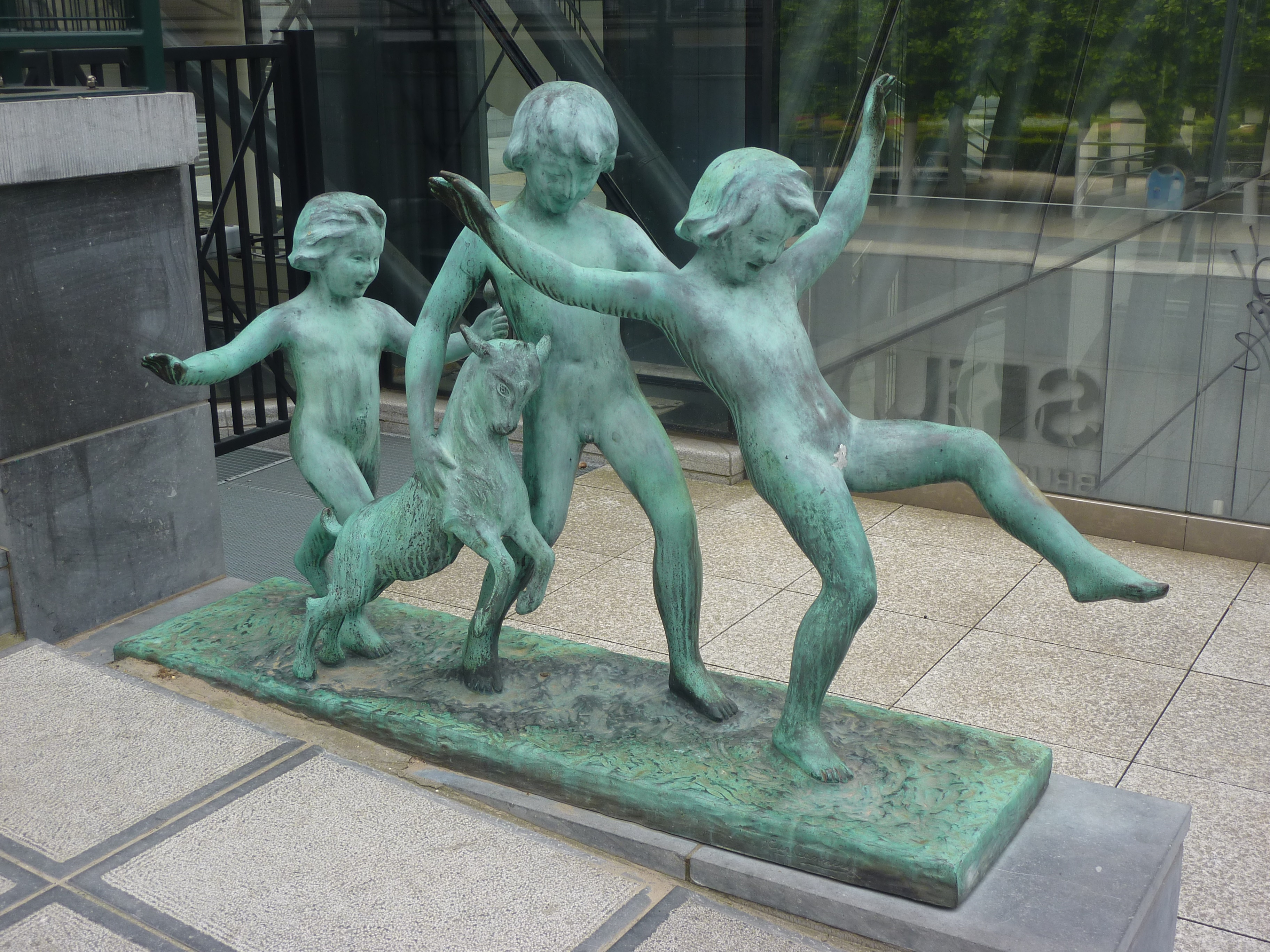
Kunstwerk van Canneel op de Kunstberg in Brussel

Eugène Canneel (Brussel, 18 augustus 1882 - Schaarbeek, 21 juli 1966) was een Brusselse kunstenaar, in het bijzonder een beeldhouwer. Hij maakte deel uit van een grote kunstenaarsfamilie. Zo was zijn grootvader de bekende schilder Théodore-Joseph Canneel. Zijn vader en zijn kinderen zetten eveneens de traditie verder.

## Gezinsleven
Eugène Canneel werd geboren met de familienaam Van Langhenhoven. Hij was een zoon van ingenieur Jules-Marie Canneel sr. (1857-1940) en Marie Eugénie Emilie Van Langenhoven, die hem bij hun huwelijk in 1885 erkenden. Zijn vader was architect en vanaf 1894 leraar architectuur aan de academie in Sint-Gillis, hij schilderde en tekende ook. Andere kunstzinnige familieleden waren Eugènes grootvader, de schilder Théodore-Joseph Canneel en zijn eigen broers Jules, Jean, en Marcel Canneel die beeldhouwer of schilder werden.
In 1913 huwde Eugène Canneel met Jeanne Claes. Op dat moment was zijn moeder reeds overleden. Uit hun huwelijk werden onder andere de tuinarchitect: Jean-Marie Canneel Claes en de dichter Jacques Canneel geboren. De adressen die reeds van de schilder werden teruggevonden zijn allemaal rond Brussel te situeren. Hij verhuisde talrijke keren.

## Kunstenaarsbestaan
Canneel volgde zijn opleiding aan de Academie van Sint-Gillis en Brussel en had als leerkrachten enkele beroemde docenten: Alfred Cluysenaar, Alphonse de Tombay, Julien Dillens, Charles Van der Stappen en Victor Rousseau.
Hij stelde vaak tentoon in Brussel, Antwerpen en Gent, maar ook in Luik en Parijs. In 1925 liet hij werk bewonderen op de beroemde Exposition des Arts Décoratifs. Hij stelde er ‘Joie du printemps’ tentoon. Het zou  een van zijn bekendste werken worden. Hij haalde er een medaille.
Eugène werd onder andere lid van de Cercle Artistique et Littéraire de Bruxelles en was een van de ‘membres associés’ van de Société Nationale des Beaux-Arts de Paris.
Canneel was ook actief buiten het vakgebied van de beeldhouwkunst: hij vervaardigde medailles en illustreerde een uitgave voor het 550-jarige bestaan van de schuttersgilde Sint-Joris in 1930.
- RKD-Nederlands Instituut voor Kunstgeschiedenis: 15113
- Union List of Artist Names: 500192661
- Virtual International Authority File: 96689337